# فیلیپ پتروشف
فیلیپ پتروشف (سیریلیک صربی: Филип Петрушев؛ زادهٔ ۱۵ آوریل ۲۰۰۰) بازیکن بسکتبال اهل صربستان است.
وی در مسابقات کشوری و بین‌المللی در مجموع برندهٔ ۲ مدال طلا، ۱ مدال نقره، ۱ مدال برنز شده است.